# Sídliště Bohnice
Sídliště Bohnice je velké pražské sídliště nacházející se v městské části Praha 8 ve čtvrtích Bohnice a Troja.

## Historie

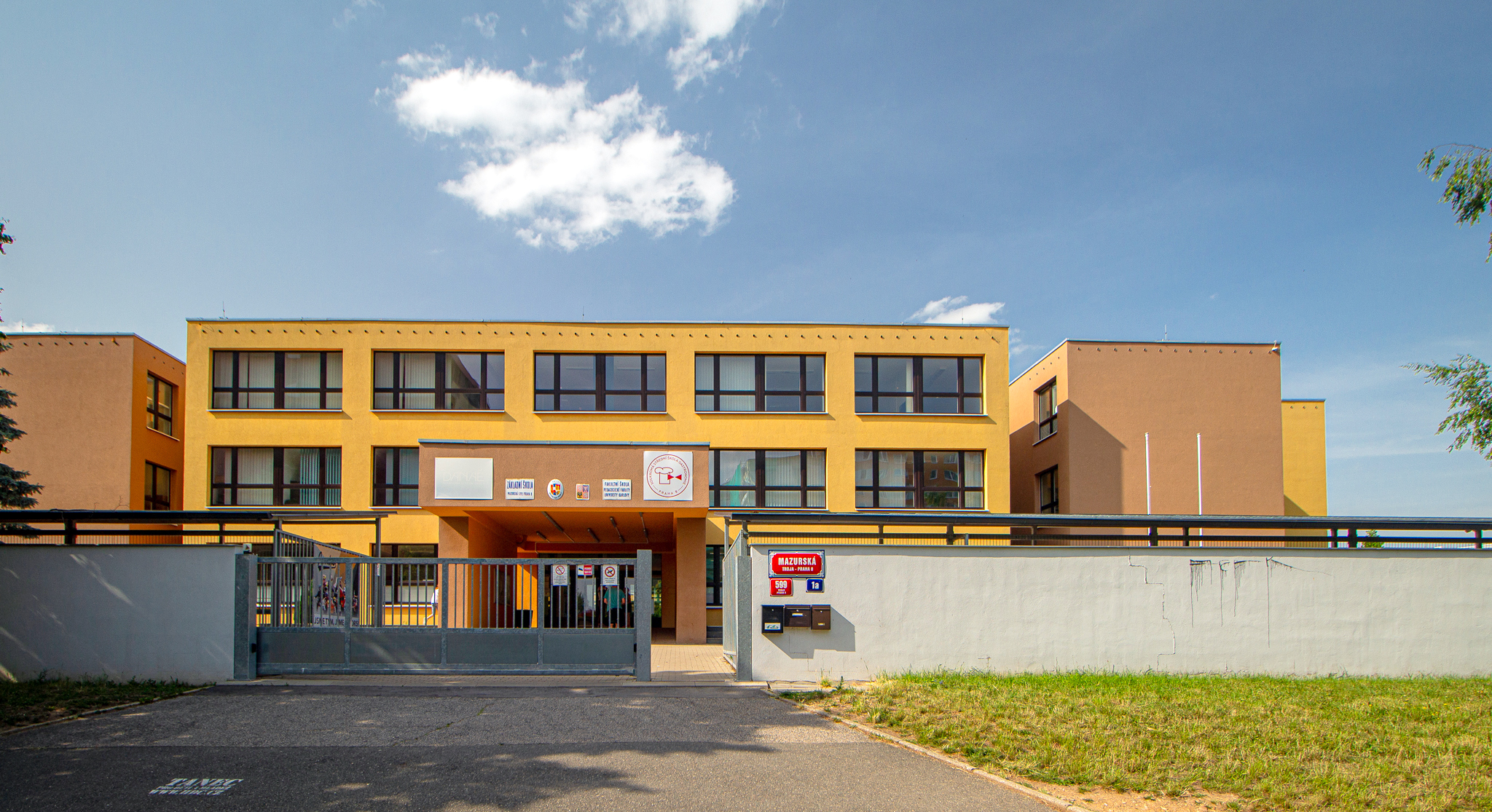
ZŠ Mazurská

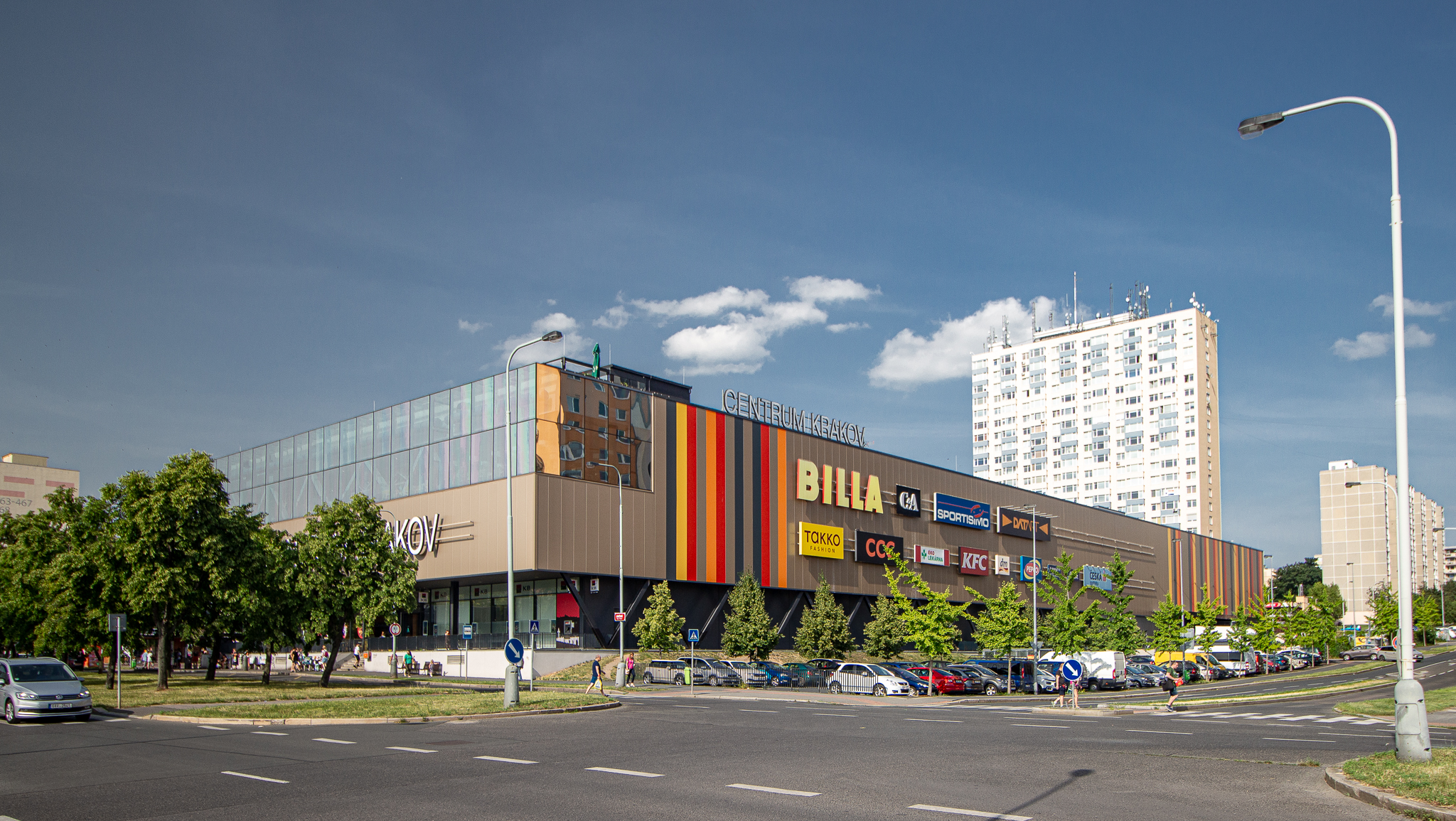
Obchodní centrum Krakov

Sídliště vzniklo v letech 1972–1980 podle návrhů architekta Václava Havránka a je určeno pro 33 000 obyvatel. Bylo zde postaveno 9567 bytů. Je součástí pásu sídlišť na severním okraji Prahy někdy označovaného jako Severní Město.
Sídliště Bohnice bylo stavěno jako stavba česko-polského přátelství, a proto je velká část ulic pojmenována po polských městech (např. Lodžská, Zhořelecká, Hnězdenská). Jen výjimečně bylo užito pojmenování po polských politicích (Rokossovského), takže se po roce 1989 názvy většinou neměnily.
Kulturním centrem sídliště je Kulturní dům Krakov, kde se nachází pobočka městské knihovny a několik koncertních sálů, kde se pořádají koncerty především folkové hudby. Druhým přirozeným kulturním centrem je Psychiatrická nemocnice, která k sídlišti těsně přiléhá. Vedle nemocnice a nedaleko nákupního areálu Odra leží Gymnázium Ústavní, jehož šestileté studium je specializované na výuku italštiny. Na Krakově je i třípatrové obchodní centrum.
Na sídlišti se nachází nejdelší panelový dům v České republice – dům v ulici Zelenohorská. Měří 300 metrů a má 18 vchodů. Série mnohavchodových a vysokých panelových domů (ulice Poznaňská, Krynická, Feřtekova ad.) vizuálně vytvořila z pohledu z pražského centra iluzi jakýchsi novodobých „hradeb“ na okraji Prahy, což podnítilo v 70. a 80. letech vznik městské legendy o tom, že pás sídlišť typu Bohnice vznikl jako bariéra pro případný atomový útok na hlavní město.
Na bohnickém sídlišti byla natáčena řada filmů a seriálů, často sloužilo jako symbol určité historické, společenské a architektonické etapy. Bohnice se tak objevily například v seriálu Arabela (scény, kdy se pohádková říše pod vedením princezny Xenie mění v moderní industriální zónu), ve filmu Milana Šteindlera Vrať se do hrobu! (interiéry experimentálního domu hotelového typu v Hlivické ulici, pohled na Gymnázium Ústavní z něj), v dětském filmu Karla Kachyni Čekání na déšť (natáčeno v ulici Poznaňská a v areálu střediska Odra), pohledy na Odru se objevují i ve filmu Smích se lepí na paty, kde sídliště tvoří kontrast k idylickému prostředí horské přírody, v níž žije hlavní hrdina (Vlastimil Brodský). Výstava rodinných domů v ulici Eledrova je součástí dílu Mimikry ze seriálů 30 případů majora Zemana.
Nejvyšší budovou sídliště je bytový dům SOL (původně ubytovna pro pracovníky maloobchodu, po roce 1989 hotel SOL) s 82 metry výšky.
Dominantou sídliště Bohnice je OC Krakov, které bylo přestavěno v letech 2012–2013. 